# Maria Himmelfahrt (Schenna)

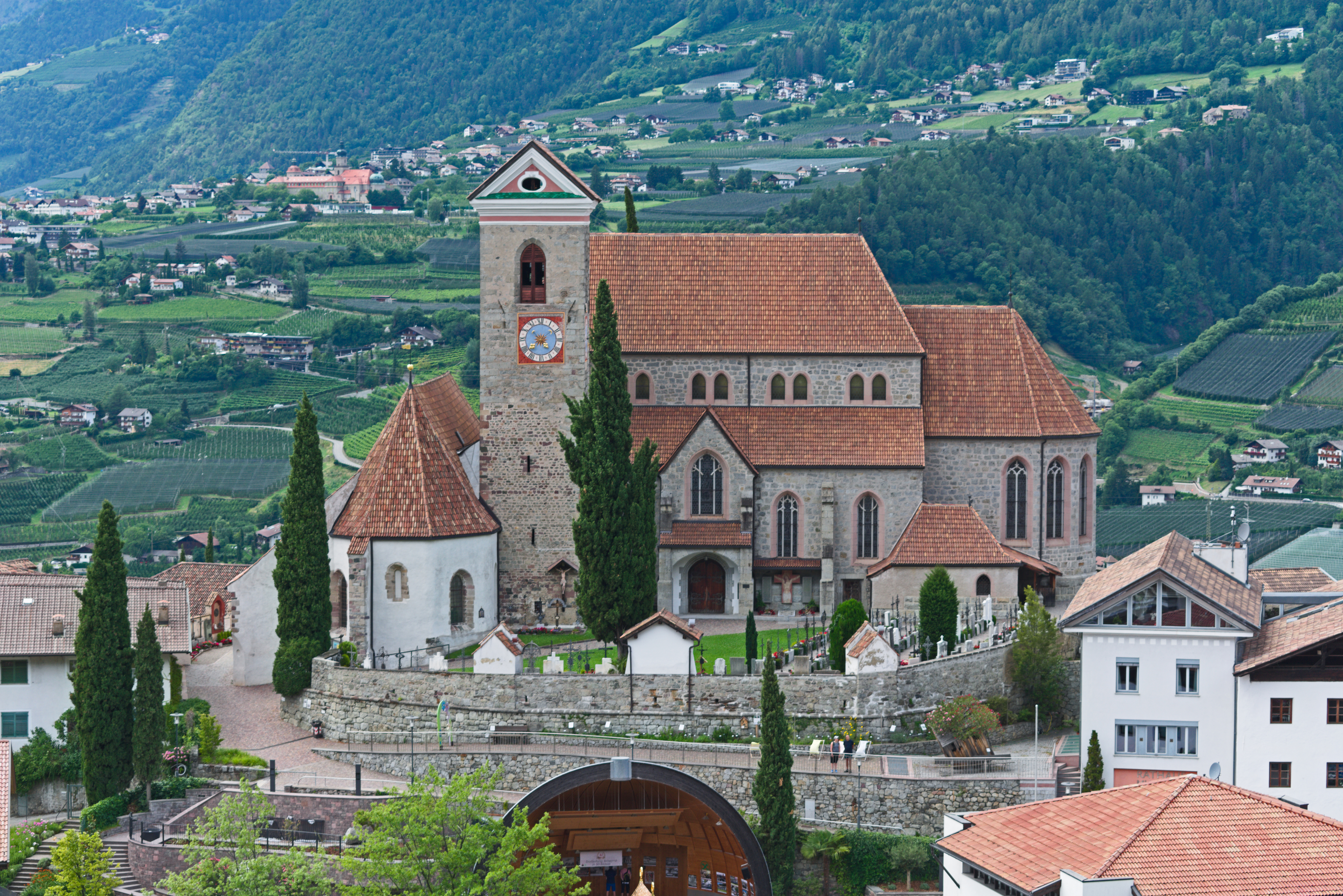
Pfarrkirche Maria Himmelfahrt

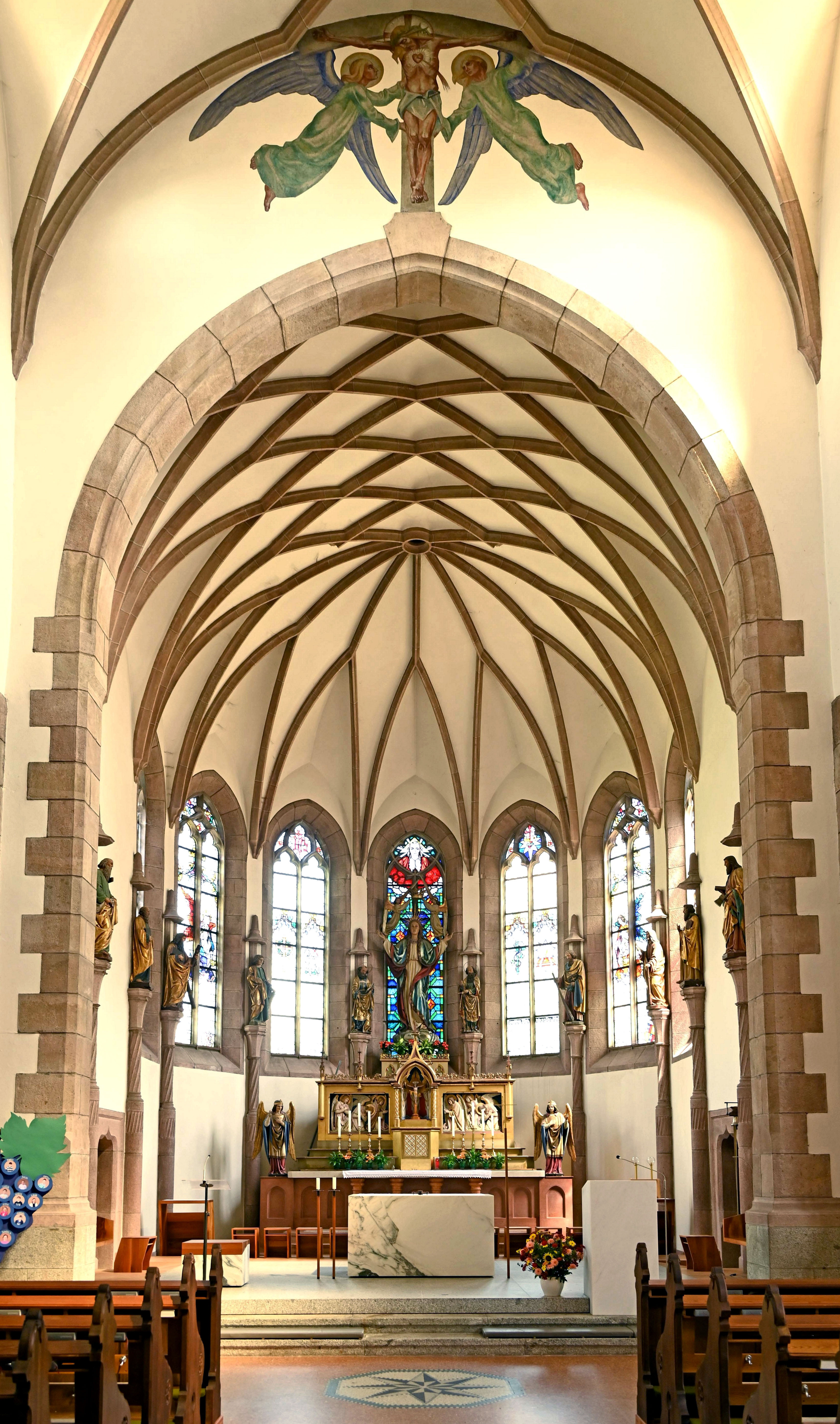
Innenraum mit Blick zum Chor

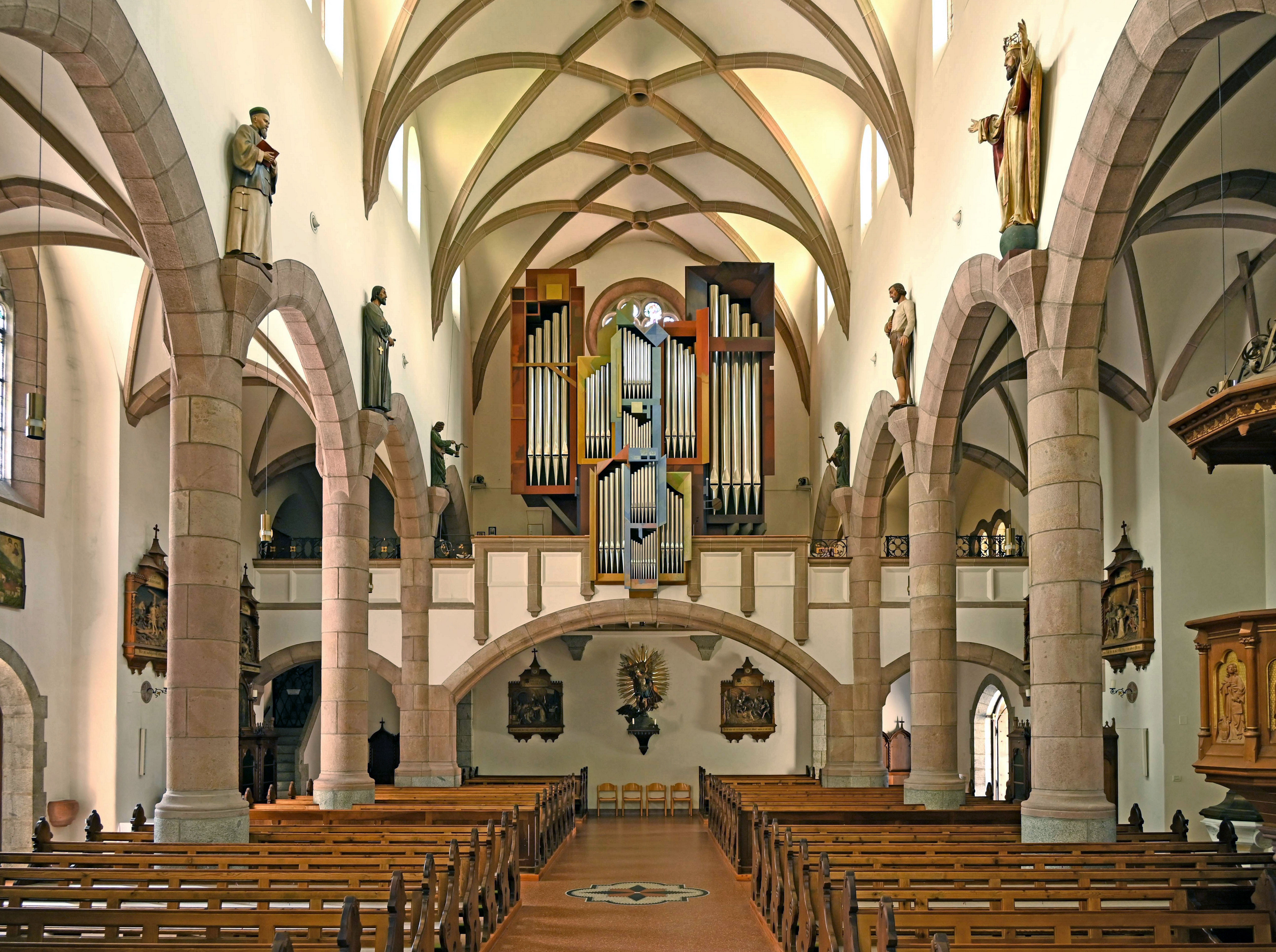
Innenraum mit Blick zur Orgel

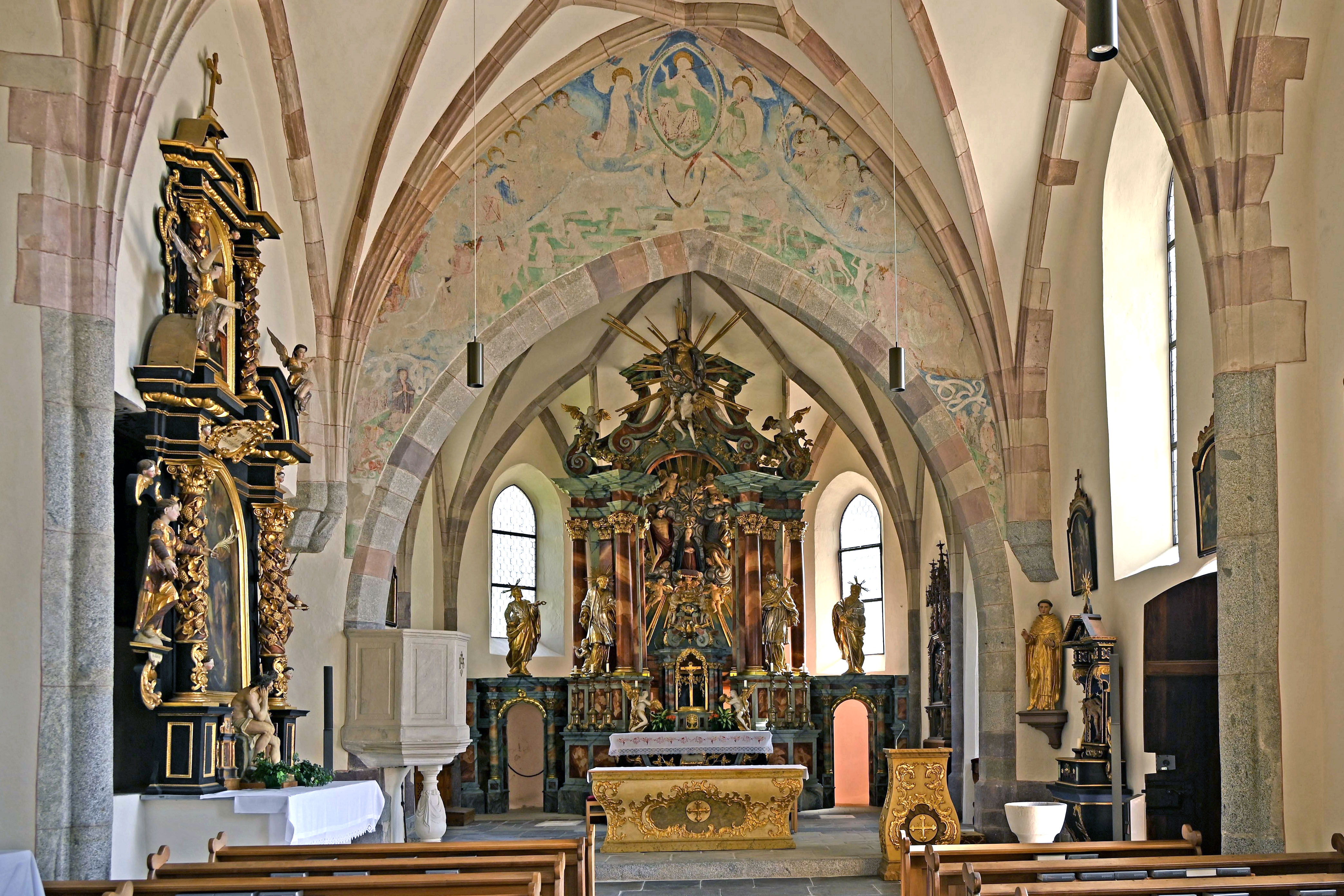
Blick in die alte Pfarrkirche

Maria Himmelfahrt ist die römisch-katholische Pfarrkirche des Dorfes Schenna in Südtirol. Der Kirchhügel im Zentrum von Schenna stellt mit der alten und neuen Pfarrkirche Maria Himmelfahrt, der romanischen Friedhofskapelle St. Martin, dem neugotischen Mausoleum des Erzherzogs Johann und dem Friedhof ein architektonisch einzigartiges Bauensemble dar. Am 12. Mai 1981 erfolgte die Unterschutzstellung von Seiten des Südtiroler Landesdenkmalamtes. Das Patroziniumsfest der Pfarrkirche ist der 15. August.

## Geschichte
Der unter dem Patrozinium Mariä Aufnahme in den Himmel stehenden Pfarr- und Mutterkirche von Schenna auf dem alten Kirchhügel dürfte ein hohes Alter zu Grunde liegen. So konnte bei archäologischen Ausgrabungen im Zuge der Kirchensanierung von 2015/16 ein römisches Wohnhaus aus dem 1. bis 4. Jahrhundert nachgewiesen werden, das man im 5. bis 8. Jahrhundert durch eine frühchristliche Kirche mit Apsis ersetzte. Bis zum 12. Jahrhundert war die Urpfarrei Schenna bedeutend größer und umfasste bis dahin die gesamte linke Talhälfte von Passeier inklusive der Tochterkirche St. Leonhard. Anfang des 13. Jahrhunderts, zur Zeit der erstmaligen Erwähnung der Pfarre, entstand an dem Platz eine neue Kirche im romanischen Stil. Der Vorgängerbau war zunächst ein einfacher Rechteckbau mit einer flachen Holzdecke und Rundapsis. Um 1356 erscheint als Pfarrer ein gewisser Aldebrand, der in der Domkirche von Trient an einer Synode teilnahm. Im 14. Jahrhundert war Schenna ein landesfürstliches Lehen. Das Patronatsrecht gehörte demzufolge dem Tiroler Landesfürsten.
1403 stiftete die Witwe von Sigismund von Starkenberg die Seitenkapelle St. Johannes der Täufer, die der Generalvikar des Bischofs von Trient inklusive eines Altares weihte. Für sein eigenes Seelenheil vollzog 1448 Ulrich von St. Georgen auf Schenna an die Pfarrkirche eine Schenkung. Am 25. August 1511 weihte der Bischof von Archusa und Generalvikar des Bischofs von Trient, Michael Jorba, eine im spätgotischen Stil erneuerte Kirche inklusive mehrerer mit Ablässen verbundenen Altäre. 1567 stiftete Wolfgang Walch in der Kirche ein ewigen Jahrtag und ein jährliches Almosen. Zum Bau eines Widums stellte die Gemeinde Schenna 1577 40 Gulden bereit, unter der Bedingung, dass der Pfarrer u. a. die täglichen Gottesdienste auch in der Filialkirche St. Georg abhalten sowie dem Benefizium Burgstall einen Priester bereitstellen soll. 1586 erhielt die Kirche unter dem Turm eine neue Sakristei. Die alte befand sich vermutlich an Stelle der Seitenkapelle. Aus Platzmangel errichtete man von 1915 bis 1931, quer zur alten, eine neue, dreischiffige Pfarrkirche im neugotischen Stil nach Plänen des österreichischen Architekten Eduard Hütter. Der Erste Weltkrieg verzögerte die rechtzeitige Fertigstellung. Am 8. November 1931 erfolgte die Weihe. 1993 erhielt die Kirche von Franz Zanin eine neue Orgel.

## Friedhofskapelle St. Martin

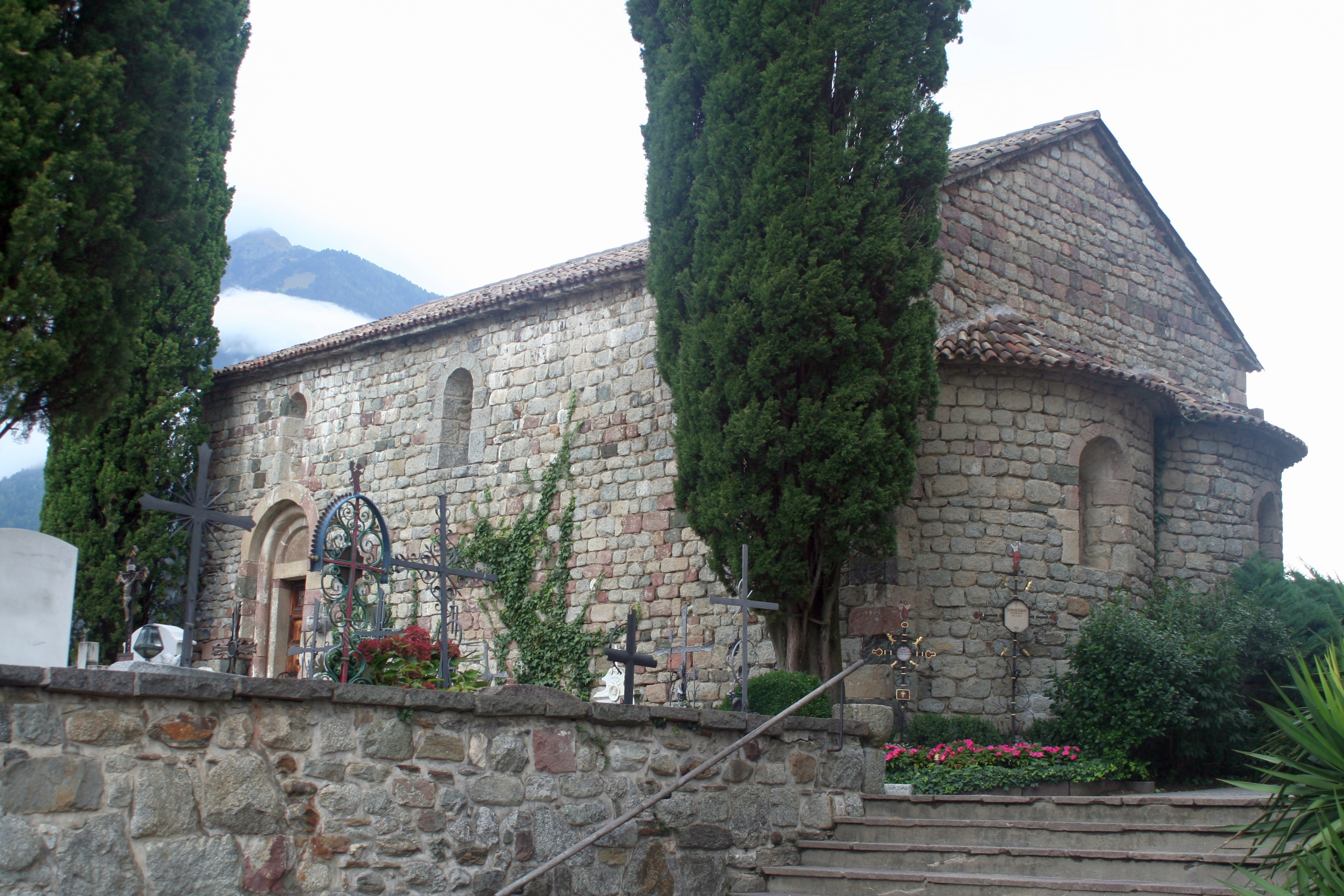
Friedhofskapelle St. Martin

Die dem Heiligen Martin von Tours gewidmete Friedhofskapelle mit Rundapsiden soll der Bauform nach karolingischen Ursprungs sein und möglicherweise bis auf das 9. Jahrhundert zurückgehen. Die Jahreszahl 1072 am Türsturz weist sie als älteste Kirche Schennas aus. Das heutige zweischiffige Gotteshaus wird auf das Ende des 13. Jahrhunderts datiert. Das Tympanon weist Ähnlichkeiten mit jenem über dem Seitenportal des im 19. Jahrhundert abgebrochenen romanischen Kirchenschiffes der alten Pfarrkirche St. Johannes der Täufer von Tirol auf. Urkundliche Belege, wie Weih- und Ablassbriefe fehlen. Auch archäologische Grabungen wurden bisher nicht vorgenommen. Ihr ursprünglicher Zweck, bevor sie zur Friedhofskapelle umfunktioniert wurde, ist nicht bekannt. Zeitweise könnte die Kirche für den Pfarrgottesdienst genutzt worden sein. Bis ca. 1830 fand jährlich eine Prozession von St. Leonhard in Passeier in die Kapelle statt. In der zweiten Hälfte des 19. Jahrhunderts wurde nur noch am Patroziniumsfest, dem Martinstag, in der Kapelle eine Messe gelesen. Im Zuge einer Restaurierung von 1922 wurde der ursprüngliche Bauzustand deutlich verändert bzw. modifiziert.

## Pfarrerliste
- Gottfried NN, ca. 1316
- Aldebrand NN, ca. 1336
- Morhart NN, ca. 1364
- Ulrich von Kaltern, ?–1376
- Johannes von Bobingen, 1376–?
- Heinrich Holler, ca. 1400
- Johann Lang, ?–1427
- Paternoster NN († 1435)
- Konrad Pirkner, 1435–?
- Bartholomäus Leher, ca. 1439
- Bartholomäus de Swena († ca. 1459)
- Hieronymus Mayr, 1459–1461
- Johannes Mader († vor 1479)
- Silvester Alt, 1479–1495
- Stephan Beizkofer, 1495–1501
- Johannes Greul, 1501–1516
- Christoph Greul, 1516–1540
- Johannes Paumgartner, 1549–?
- Hans Aicher, 1563–1566
- Hans Schütz, 1566–?
- Heinrich Lorrer († 1631)
- Johannes Schnitzer, 1634–1651
- Simon Theuir, 1650–1655
- Marcus Tempsl, 1668–1671
- Christoph Campi, 1672
- Gregor Schetzer, 1673–1677
- Friedrich Sigmund von Coredo, 1678–1681
- Bernhard Blankenbach, 1678–1679
- Ferdinand Mielich, 1680
- Fran Frank, ca. 1681
- Hieronymus Dusinus, 1682–1685
- Christoph Campi, 1686–1690
- Johann Baptist Freihart, 1696
- Peter Kerschbamer, 1696–1715
- Johann Baptist Freyhart, 1716–1717
- Maximilian Verdorffer, 1717–1751
- Johann Franz Lang, 1751
- Johann Balthasar Pircher, 1752–1755
- Johann Auchenthaler, 1776–1799
- Johann Junker, 1802–1850
- Johann Klotzner, 1850–1852
- Franz Lobis, 1852–1865
- Josef Sellemond, 1865–1878
- Sebastian Fend, 1878–1896
- Alois Alber, 1897–1905
- Franz Schweigkofler, 1906–1911
- Paul Holzner, 1911–1923
- Simon Delueg, 1923–1937
- Joseph Augschöll, 1937
- Vigil Pixner, 1937–1943
- Johannes Staffler, 1943–1957
- Josef Bacher, 1957–1970
- Josef Oberhofer, 1970–1987
- Josef Mittelberger, 1987–1994
- Alois Profanter, 1994–?[13]

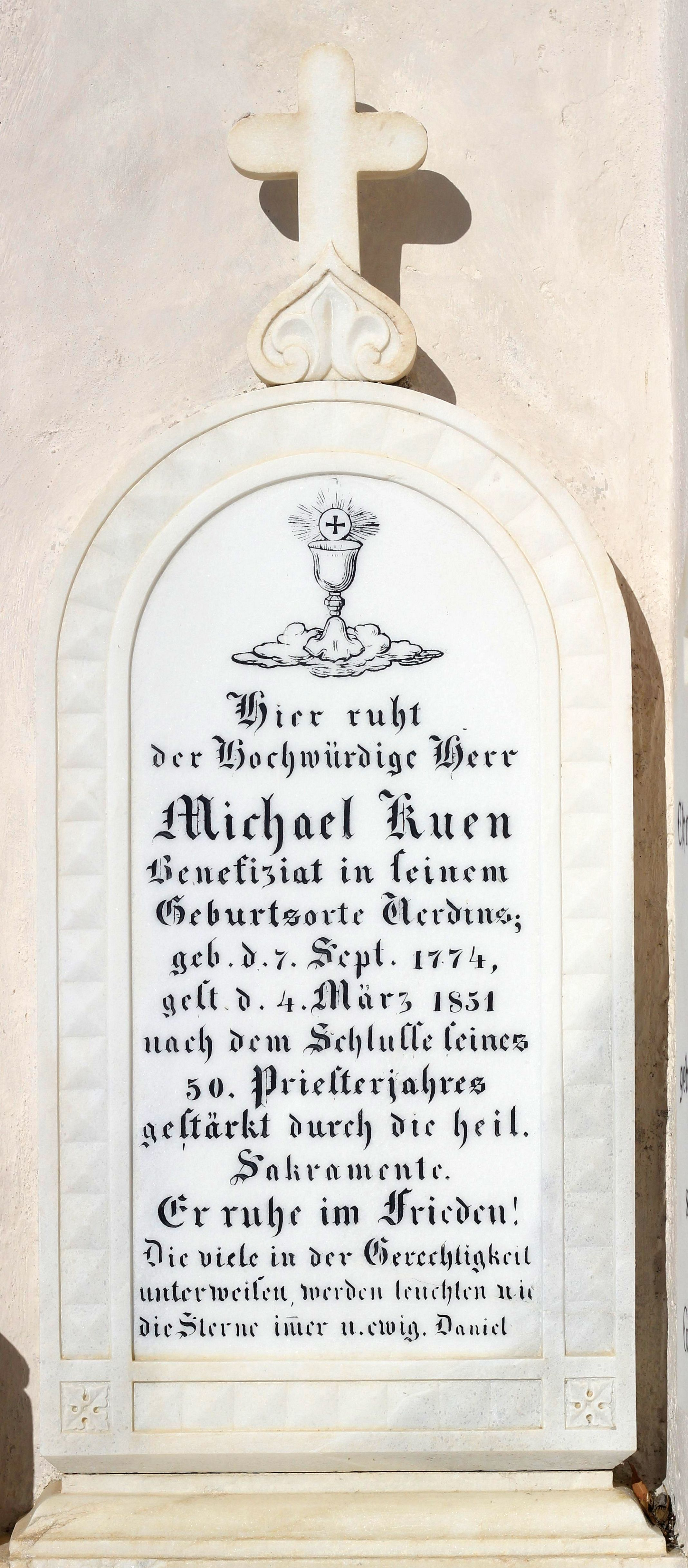
Grabstein des Benefiziaten Michael Kuen († 1851)
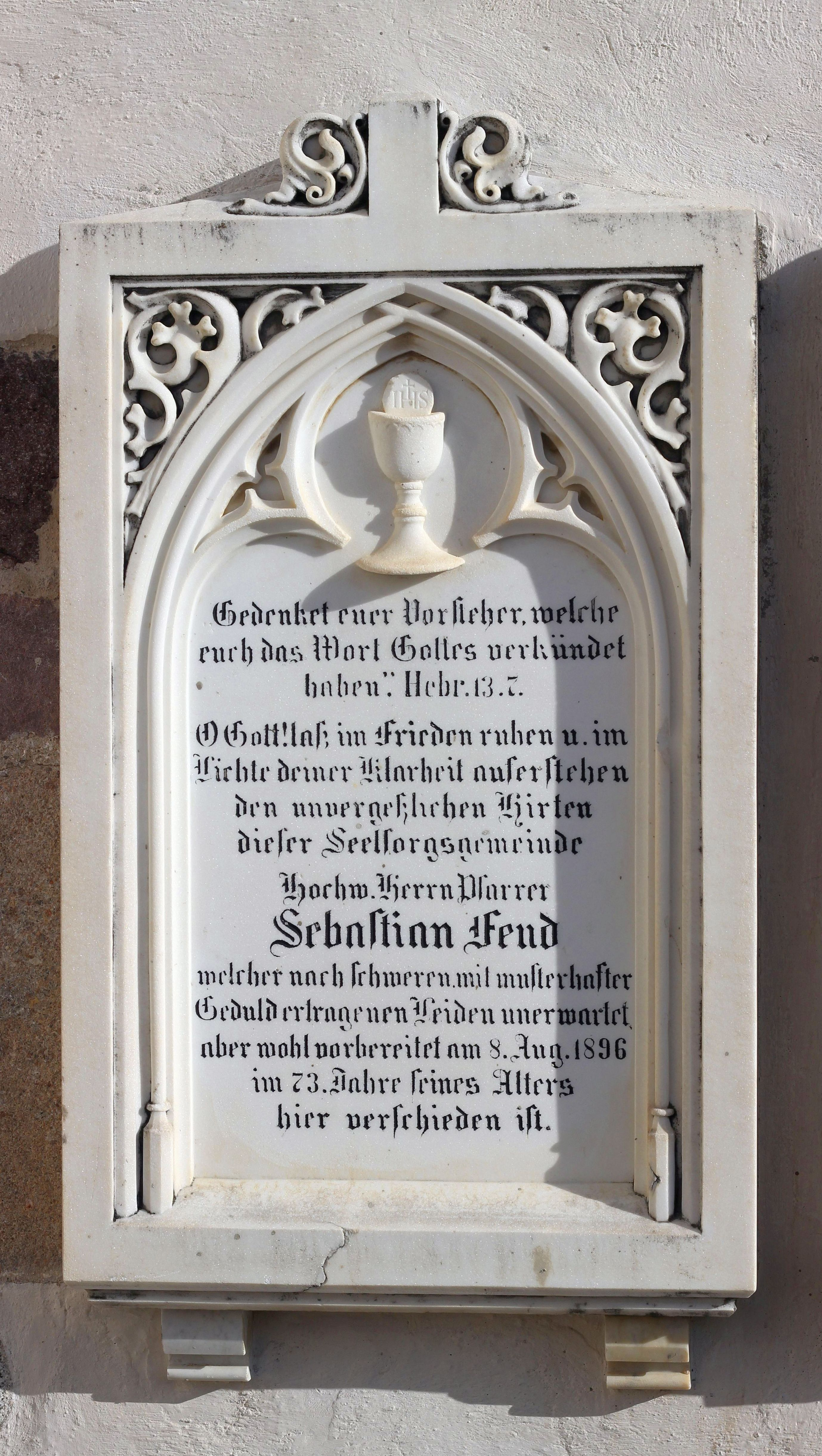
Grabstein des Pfarrers Sebastian Fend († 1896)
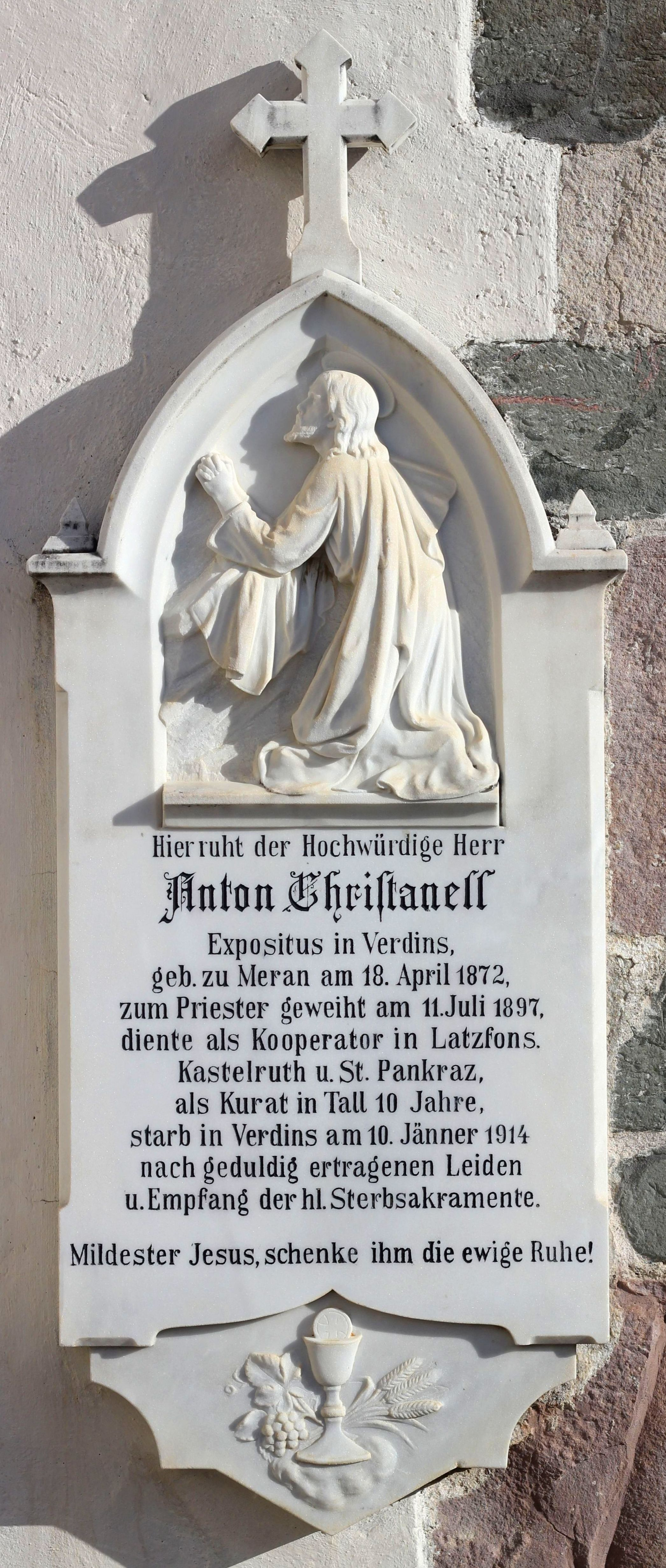
Grabstein des Expositus Anton Christanell († 1897)
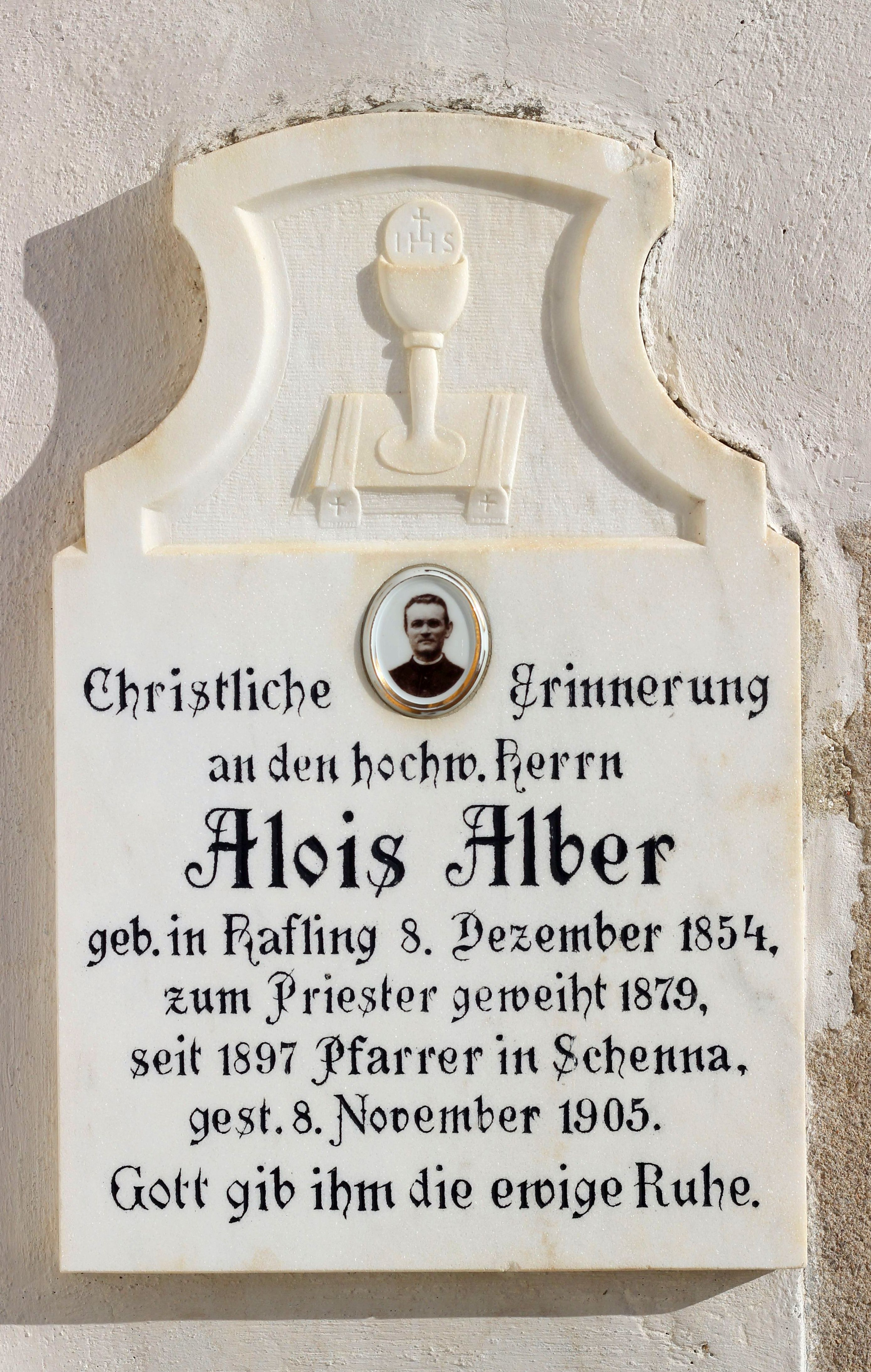
Grabstein des Pfarrers Alois Alber († 1905)
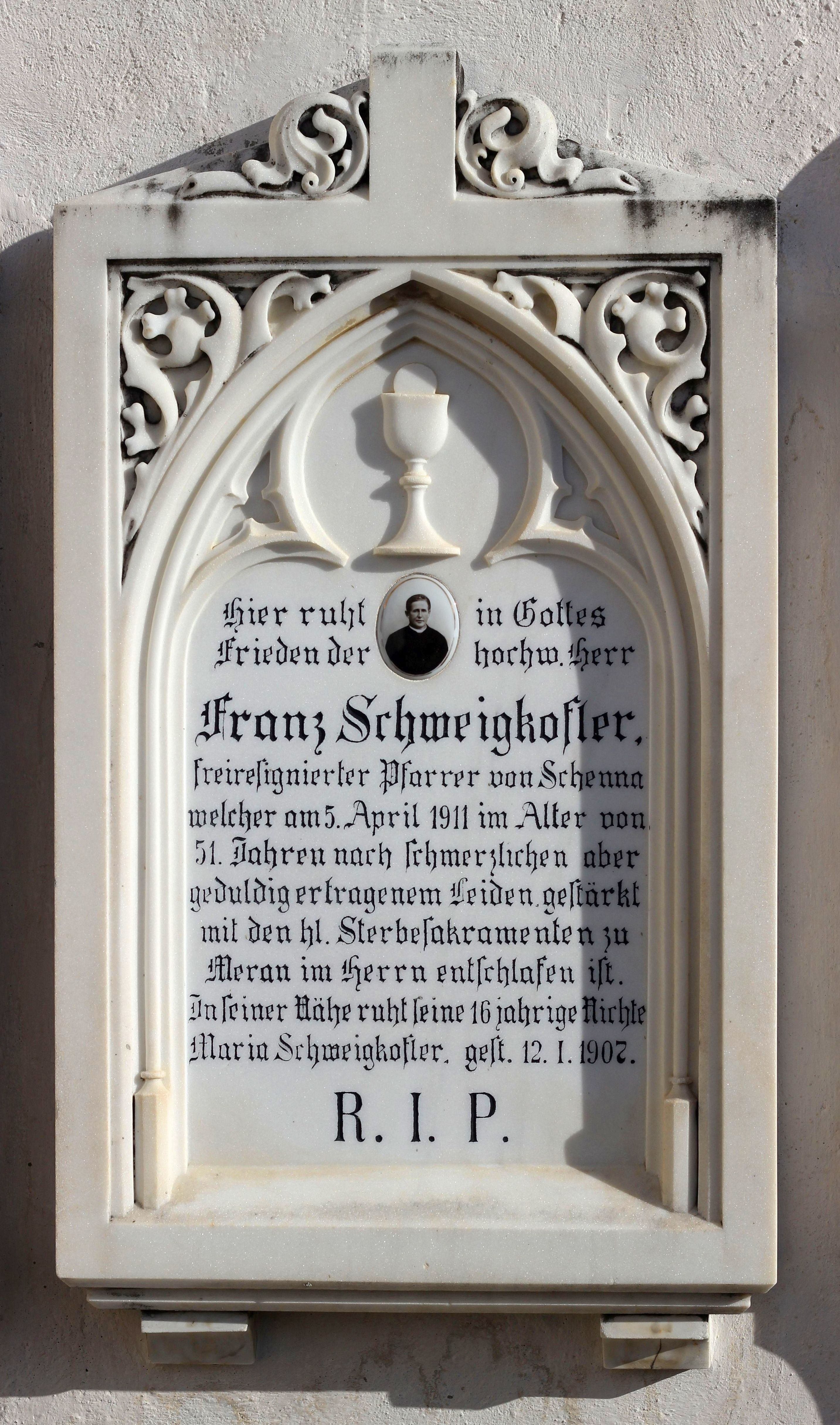
Grabstein des Pfarrers Franz Schweigkofler († 1911)